# Barbara L. Drinkwater
Barbara Lee Drinkwater (Plainfield, 18 de noviembre de 1926-Gold Canyon, 30 de septiembre de 2019) fue una fisióloga estadounidense que se especializó en fisiología del deporte y fue la primera mujer en ser presidenta del American College of Sports Medicine (1988-1989). Antes de eso, también entrenó al equipo de baloncesto femenino Butler Bulldogs.

## Biografía

### Primeros años y carrera
Barbara Lee Drinkwater nació en Plainfield, Nueva Jersey, el 18 de noviembre de 1926, y se graduó en 1944 de Somerville High School como una de los cuatro estudiantes seleccionados para hablar en las ceremonias de graduación. Después de estudiar en Douglass College (BSc) y la Universidad de Carolina del Norte en Greensboro (MSc), obtuvo su doctorado en la Universidad Purdue.
Además de enseñar educación física y natación, fue entrenadora del equipo de baloncesto femenino Butler Bulldogs, y su equipo invicto de 1959-1960 fue incluido en el Salón de la Fama del Atletismo de la Universidad Butler en 2023.

### Carrera académica
Como investigadora, Drinkwater se especializó en fisiología del ejercicio y salud atlética de la mujer y, según Island Beachcomber, «fue pionera en la investigación en el campo del atletismo femenino». Susan Carter describió a Drinkwater como «una precursora» en la investigación sobre la deficiencia relativa de energía en el deporte. En diciembre de 1975, le dijo a Sports Illustrated que el estilo Fosbury, un estilo de salto utilizado en el salto de altura, «no es bueno para las mujeres».
Drinkwater trabajó en el Instituto de Estrés Ambiental de la Universidad de California en Santa Bárbara y en el Departamento de Kinesiología de la Universidad de Washington antes de asumir el liderazgo del Laboratorio de Investigación de Osteoporosis del Centro Médico del Pacífico. En 1988, se convirtió en la primera mujer presidenta del Colegio Americano de Medicina Deportiva, sirviendo hasta 1989. Además de servir como vicepresidenta y fideicomisaria, también ayudó a aumentar la representación negra en los comités del ACSM y fue miembro de quince de ellos.
Además de ser miembro del Colegio Americano de Medicina Deportiva, Drinkwater ganó un Premio de Citación ACSM de 1984 y el Premio de Honor ACSM de 1996. Fue elegida miembro de la Academia Nacional de Kinesiología en 1980. Recibió doctorados honorarios en ciencias de la Universidad De Montfort en 1999 y de la Universidad de Toronto en 2001. Fue profesora histórica de DB Dill en 1989 y profesora en memoria de Joseph B. Wolffe en 1994. Ganó el premio Lifetime Achievement Award del President's Council on Sports, Fitness, and Nutrition en 2014.
También fue una de las fundadoras de Women Sport International y se desempeñó como tesorera y vicepresidenta hasta 2011. Fue miembro del Grupo Médico y Científico de la Comisión Médica del Comité Olímpico Internacional.

### Vida personal y muerte
En 1983, se mudó a Vashon, Washington, donde más tarde abrió un refugio de animales llamado Vashon Island Pet Protectors. También era consejera de campamento, con licencia para pilotar aviones ligeros e instructora de buceo, y jugaba al golf y coleccionaba piedras como pasatiempos.
Drinkwater murió el 30 de septiembre de 2019 en Gold Canyon, Arizona.